# Gettenbach
Gettenbach ist der „kleinste“ (= bevölkerungsschwächste) Ortsteil der Gemeinde Gründau im hessischen Main-Kinzig-Kreis. Der Ort hat seinen Namen durch den Gettenbach, der durch die Gemarkung des Ortsteils und die des Nachbar-Ortsteils Hain-Gründau fließt und in die Gründau mündet (Einen Bach gleichen Namens gibt es in dem Ortsteil Klein-Bicken in der Gemeinde Mittenaar im Lahn-Dill-Kreis).

## Lage, Grenzen, Größe

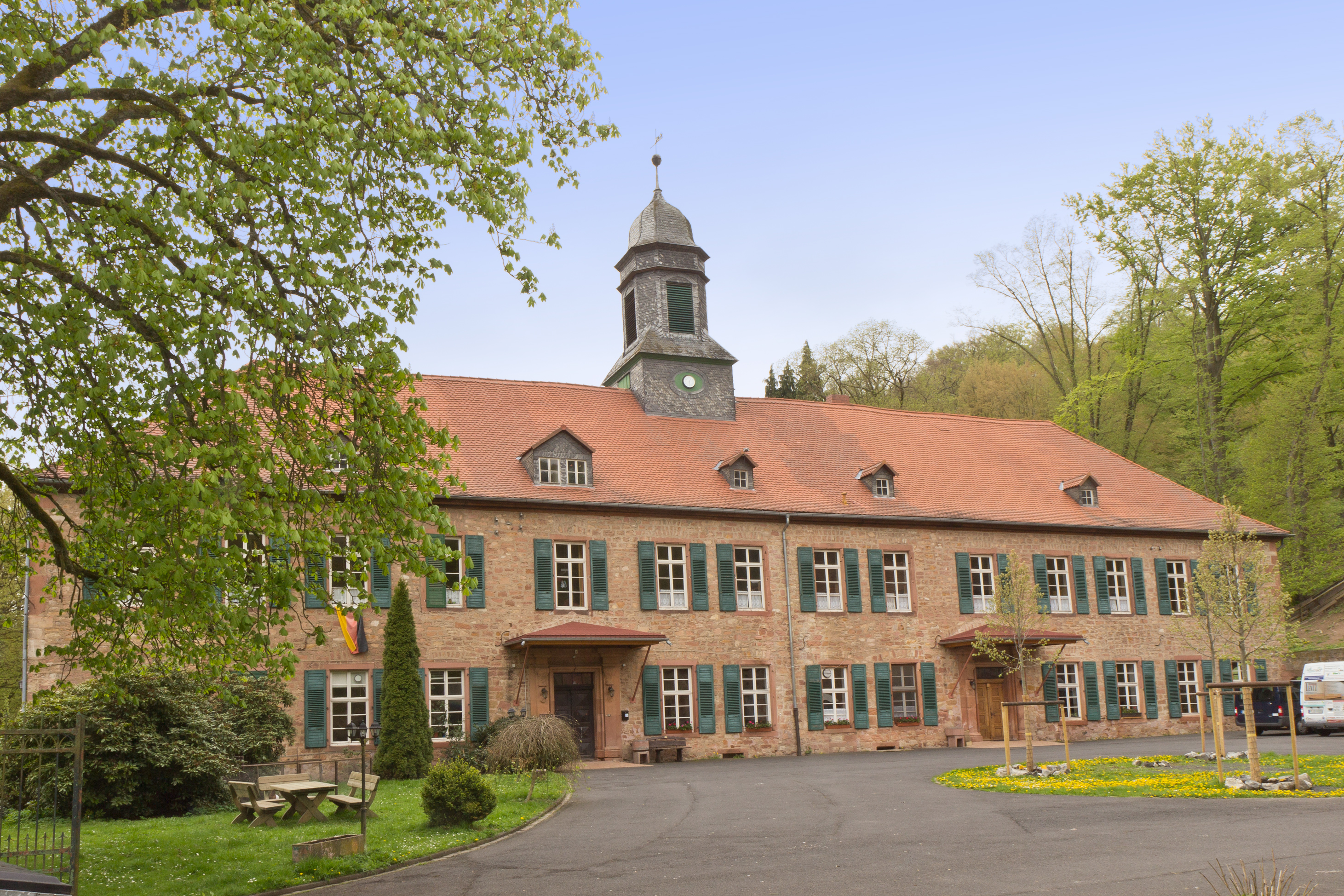
Ehemaliges Jagdschloss der Grafen zu Ysenburg-Büdingen-Meerholz

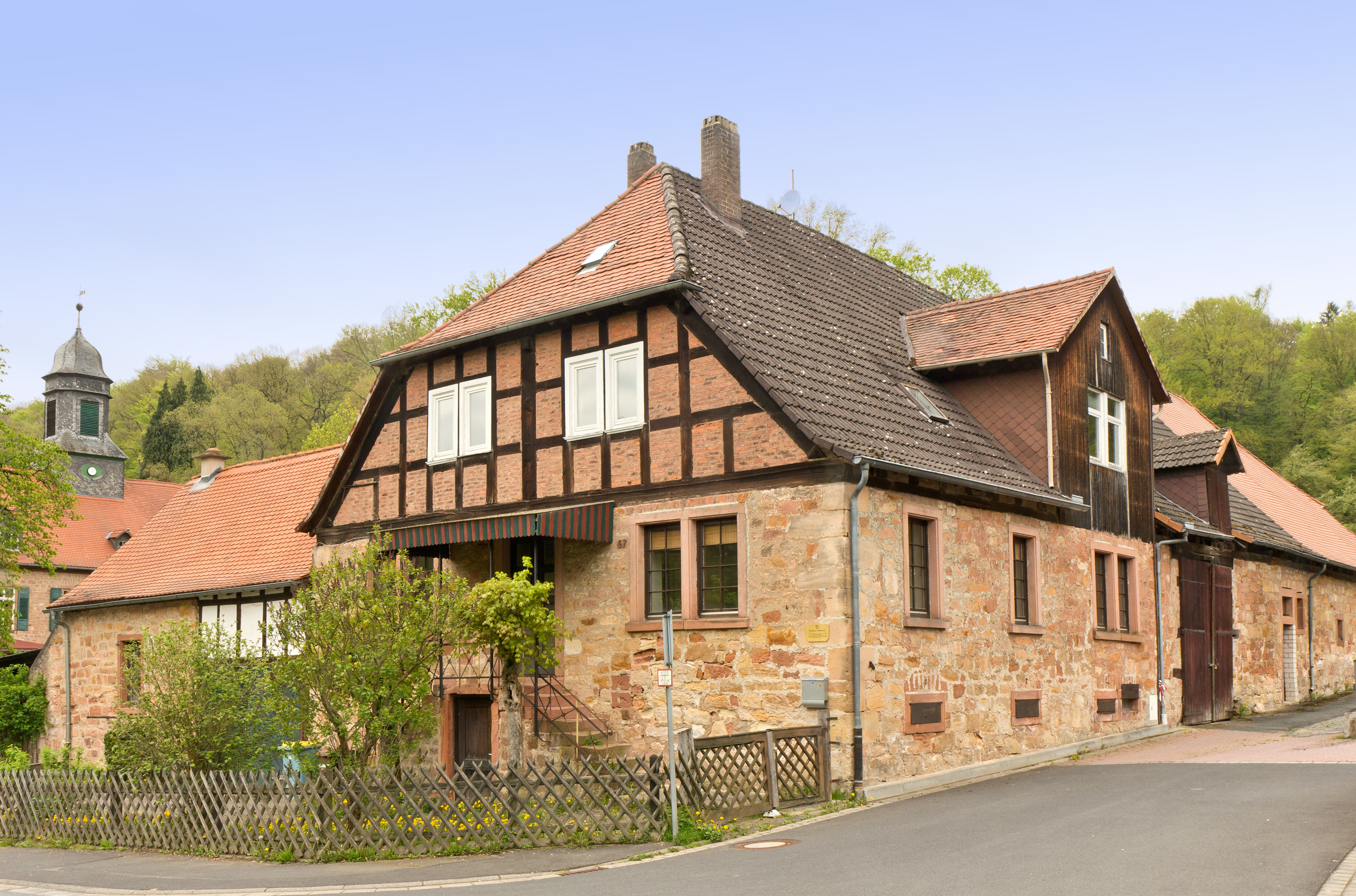
Forsthaus

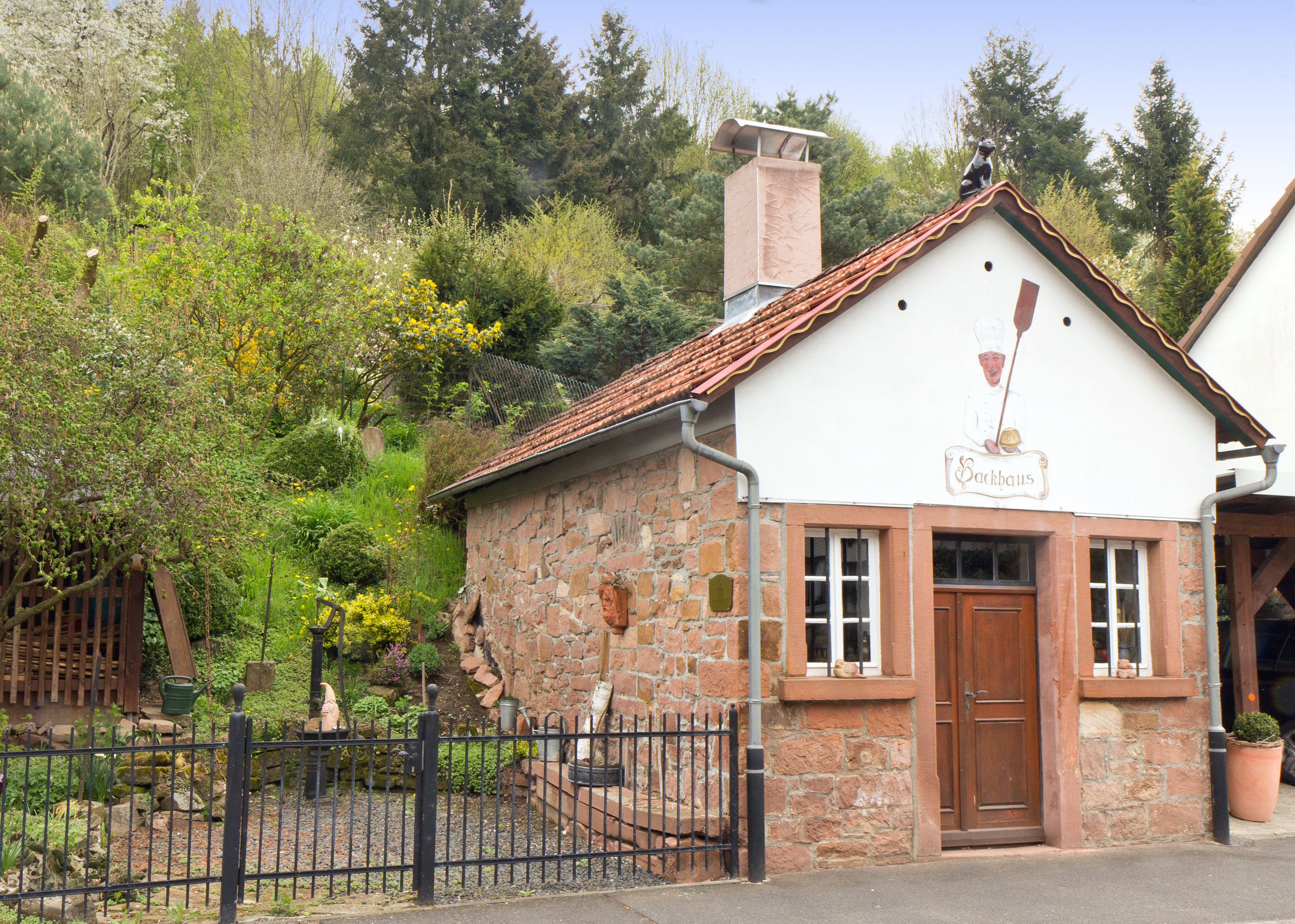
Backhaus

Die Gemarkung des Gründauer Ortsteils liegt wie die des Ortsteils Breitenborn vollständig im Büdinger Wald (Haupteinheit 143 nach der Liste der naturräumlichen Einheiten in Hessen). Der Anteil des Waldes an der Gemarkung beträgt über 90 %.
Gettenbach grenzt im Norden an die Gemarkung der Gründauer Ortsteile Hain-Gründau und Breitenborn und die der Stadt Büdingen, im Osten an die Gemarkungen der Stadtteile Wittgenborn und Wächtersbach der Stadt Wächtersbach, im Süden an die Gemarkungen der Stadtteile Haitz, Gelnhausen und Roth der Stadt Gelnhausen und (weiter innerhalb der Gemeinde) im Süden und Westen an die Gemarkung des Gründauer Ortsteils Lieblos.
Die Gemarkung des Ortsteils umfasst 1363 ha (davon 1272 ha Wald); das ist die zweitgrößte Gemarkungsfläche der Gründauer Ortsteile.
Die drei Dörfer im Büdinger Wald (Breitenborn A. W., Gettenbach und Hain-Gründau) sowie das westliche Nachbardorf Mittel-Gründau im Ronneburger Hügelland hatten über dreihundert Jahre vor der Gebietsreform in Hessen in den 1970er Jahren besondere Beziehungen und „fließende Grenzen“. Die Gemarkungsgrenzen sind mehrfach berichtigt worden.
In Gettenbach befindet sich der geographische Mittelpunkt der Gemeinde Gründau (im Unterdorf, vor der Südwand der alten Mühl-Scheune (=Mühl-Scheuer) der ehemaligen Gettenbacher Getreidemühle im Unterdorf auf dem Bürgersteig).

## Geologie und Naturraum
Der Büdinger Wald ist nach der naturräumlichen Gliederung Deutschlands ein nach Norden über die Kinzig vorspringender Spessart-Ausläufer, der zum Hessisch-Fränkischen Bergland (Haupteinheitengruppe 14) gezählt wird. Dieser schiebt sich von Süden vor die gegen die Untermainebene (der Oberrheinischen Tiefebene; Haupteinheitengruppe 23) gerichtete Südabdachung des Vogelsberges. Als nordwest-südost-verlaufende Buntsandsteinscholle von 350 bis 416 m Höhe bildet er im Wesentlichen eine Sandsteinhochfläche, auf deren lehmigen Sandböden sich ein fast geschlossenes Waldgebiet befindet, zum größeren Teil Laubwälder, insbesondere das große unzerschnittene Gebiet nördlich von Gelnhausen bis ins Litterbachtal (im Gründauer Ortsteil Breitenborn), das Gebiet liegt bis auf die Ränder in der Gemarkung des Ortsteils Gettenbach.
In der Gemarkung befinden sich drei Sandsteinbrüche, die aber seit ca. 1960 nicht mehr in Betrieb sind; ein Basaltsteinbruch (am Eichelkopf, 385 m über NHN) ist seit Mitte des 19. Jahrhunderts nicht mehr in Betrieb. Basalt wurde danach in dem nördlich gegenüber liegenden Bergrücken in der Gemarkung Breitenborn abgebaut (der Basaltsteinbruch Breitenborn war der größte Basaltbruch in den Ländern der alten Bundesrepublik).

## Geschichte

### Historische Schreibweisen des Ortsnamens
Gettenbach wird in den historischen Urkunden als Gettenbach (1252), Gettinbach (1369, 1377), Jettenbach (1375), Gettenbach (1380), Gettinbach (1515), Göttebach (1739), Gertenbach (1771), Getebach (1797) bezeichnet. Ob es sich dabei um das Gettenbach im heutigen Main-Kinzig-Kreis handelt muss offen bleiben, denn den Ortsnamen Gettenbach (oder ähnlich) gibt es mehrfach im deutschen Sprachraum.

### Vorgeschichte und Forsthof im Mittelalter
Erstmals erwähnt wurde der Ort im Jahre 1252 als Hube (die Forsthuben umfassten 25 Hektar Land mit Haus, Scheune und Stall) eines reitenden Försters im Büdinger Wald (heute: Teil des Jagdschlosses). Aber bereits in vorgeschichtlicher Zeit haben auf dem Gebiet der Gemarkung Menschen gelebt: Spuren steinzeitlicher Besiedlung fanden sich am Wetzstein (251 m über NHN) in Form von Steinbeilen. Die ebenfalls aus der Jungsteinzeit stammenden Hügelgräber besonders im Süden der Gemarkung wurden von den Schnurkeramikern angelegt. In den Tälern und am Rande des Büdinger Waldes siedelten bereits in der Latènezeit Menschen (5. bis 1. Jahrhundert v. Chr.): Kelten, später Römer (östliches Grenzgebiet vor dem römischen Wetterau-Limes mit den beiden Kastellen Rückingen und Marköbel), der Limes (in der früheren Literatur häufig auch als „Pfahlgraben“ bezeichnet) vom Main in Richtung Norden verlief hier als Westgrenze des vermutlich im Mittelalter entstandenen Wildbanns Büdinger Wald (durch die Franken – karolingischer Depotfund im Köhlerkopf, einer Rodung im Büdinger Wald (Gemarkung Gettenbach)).

### Gemeinsame Einrichtungen mit dem Nachbarort Hain-Gründau im 16. und 17. Jahrhundert
Für die Zeit Ende des Mittelalters und Anfang der Neuzeit liegen nur wenige schriftliche Zeugnisse vor. Eine Ende des 19. Jahrhunderts angekündigte Gettenbacher Chronik wurde nicht publiziert und ist seitdem verschollen. 1550 führten die Isenburger die Lehre der Reformation ein („es wird evangelisch gepredigt“, die drei bedeutenden Klöster der Grafschaft, Selbold (in der Stadt Langenselbold), Marienborn und Meerholz wurden säkularisiert), 1581 wurde eine eigenständige Pfarrei in Hain-Gründau, dem nordwestlichen Nachbarort von Gettenbach, errichtet. Die dortige Kirche wurde ausgebaut. In den Kirchenrechnungen taucht neben Vonhausen (Frohnhausen, das Nachbardorf Hain-Gründaus im Nordwesten) auch Gettenbach auf, das Beiträge für den Kirchenbau zahlte. Auch den Friedhof hatten Hain-Gründau und Gettenbach gemeinschaftlich. 1583 lässt sich anhand der Beiträge für den Kirchenfonds die Anzahl der Häuser von Hain-Gründau mit 47, die von Gettenbach mit 37 und Vonhausen mit 36 ermitteln.
1548 arbeiteten in Hain-Gründau und in Gettenbach je ein Aeschebrenner (= Pottaschensieder), sie durften ab 1551 nur noch „liegend Uhrholtz“ verwenden, weil der Büdinger Wald durch den Holzverbrauch der Köhler sehr gelichtet war.

### Rüstungsbetrieb: Eisenschmelze; Glashütte und Weinbau im 17. Jahrhundert
Auf dem Gelände des Forsthofs in Gettenbach war Anfang des 17. Jahrhunderts eine „beachtliche“ Eisenschmelze. Die Hüttenleute kamen aus Thüringen (Ilmenau, Mansfeld, Schmalkalden). Am Fuße des Wetzsteins an der Grenze der Gemarkung Hain-Gründau (nahe der dortigen Getreide-Mühle) soll eine Kupferschmelze gewesen sein. Im Jahre 1620 arbeitete die Eisenhütte – wie die anderen im Büdinger Land – auf Hochtouren, in Gettenbach wurde ein zweiter Ofen angeblasen, um Munition (Bomben, Stückkugeln und Granaten) für die Schlachten des Dreißigjährigen Krieges herzustellen. Die Produktion entwickelte sich bis 1630 gut, ging dann aber mangels Holz für die Kohlenherstellung erheblich zurück. Erst nach Kriegsende (1648) entwickelte sich die Köhlerei wieder; 1661 kohlte ein Köhler aus Calbach die ausgedehnten Anflugwälder auf Äckern und Wiesen ab und verkaufte die Kohlen nach Gelnhausen, Hailer und Rothenbergen. 1689 sollen 2063 Clafter Holz (ca. 6800 Kubikmeter) von 32 Holzmachern (= Holzhauer, darunter auch drei Tyroler) gehauen worden sein, die an den Gettenbacher Schmelzofen geliefert worden seien. 1691 soll in Erwartung einer günstigen Konjunktur der Ysenburger Hofjude Meyer zur Weißen Rose die beiden bisher in Eigenregie der Grafen geführten Eisenwerke in Büdingen und Gettenbach gepachtet haben, er verschiffte Artilleriemunition über den Hanauer Mainhafen an die „Rheinfront“ (Pfälzischer Erbfolgekrieg 1688–1697). Ab Anfang des 19. Jahrhunderts verdrängte die Steinkohle die Holzkohle aus dem Büdinger Wald.
Später entstand eine Glashütte (1682 erwähnt). Am Südhang des Wetzsteins (252 m) ist Wein angebaut worden; … an der Stelle fröhlicher Winzer die bleichen Schatten eines Feuerofens, Gefäße formend, welche fremden Rebensafte zum Aufenthalte dienen sollen... Eine weitere Glashütte, die die ysenburg-büdingischen Grafen (alle Speziallinien) im heute als Schulgrund (früher eher Schorlgrund wegen des damals leicht perlenden Quellwassers dort) bezeichneten Talgrund östlich des Dorfes gemeinschaftlich errichteten und betrieben (1698), ist bald wieder eingegangen.

### Papiermühle und jüdische Einwohner im 18. und 19. Jahrhundert

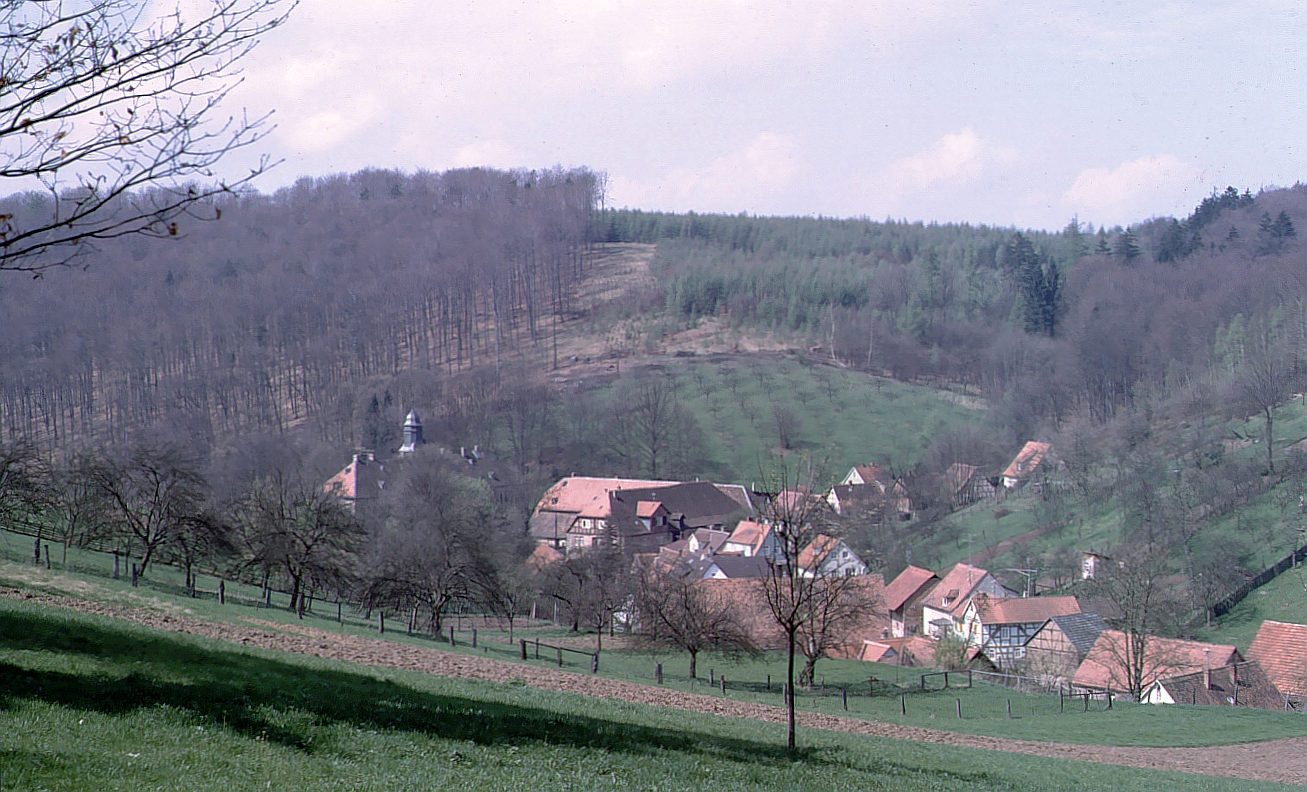
Jagdschloss im Oberdorf mit alten Dorfkern 1966

Im 18. und 19. Jahrhundert gab es neben anderen Mühlen auch eine Papiermühle am östlichen Ortsrand; Papier mit dem Wasserzeichen der Gettenbacher Papiermühle soll im Umfeld Goethes benutzt worden und es soll bis nach New York gelangt sein. Die Papiermühle soll 1748 sogar so viel Gewinn für die Herrschaft abgeworfen haben, dass diese eine Hütte zur Kupferverarbeitung in Gettenbach errichten wollte, weil die alte Schmelze in Hain-Gründau unbrauchbar geworden war; die Grafen entschieden sich dann jedoch dafür, das Hain-Gründauer Erz in Bieber verhütten zu lassen.

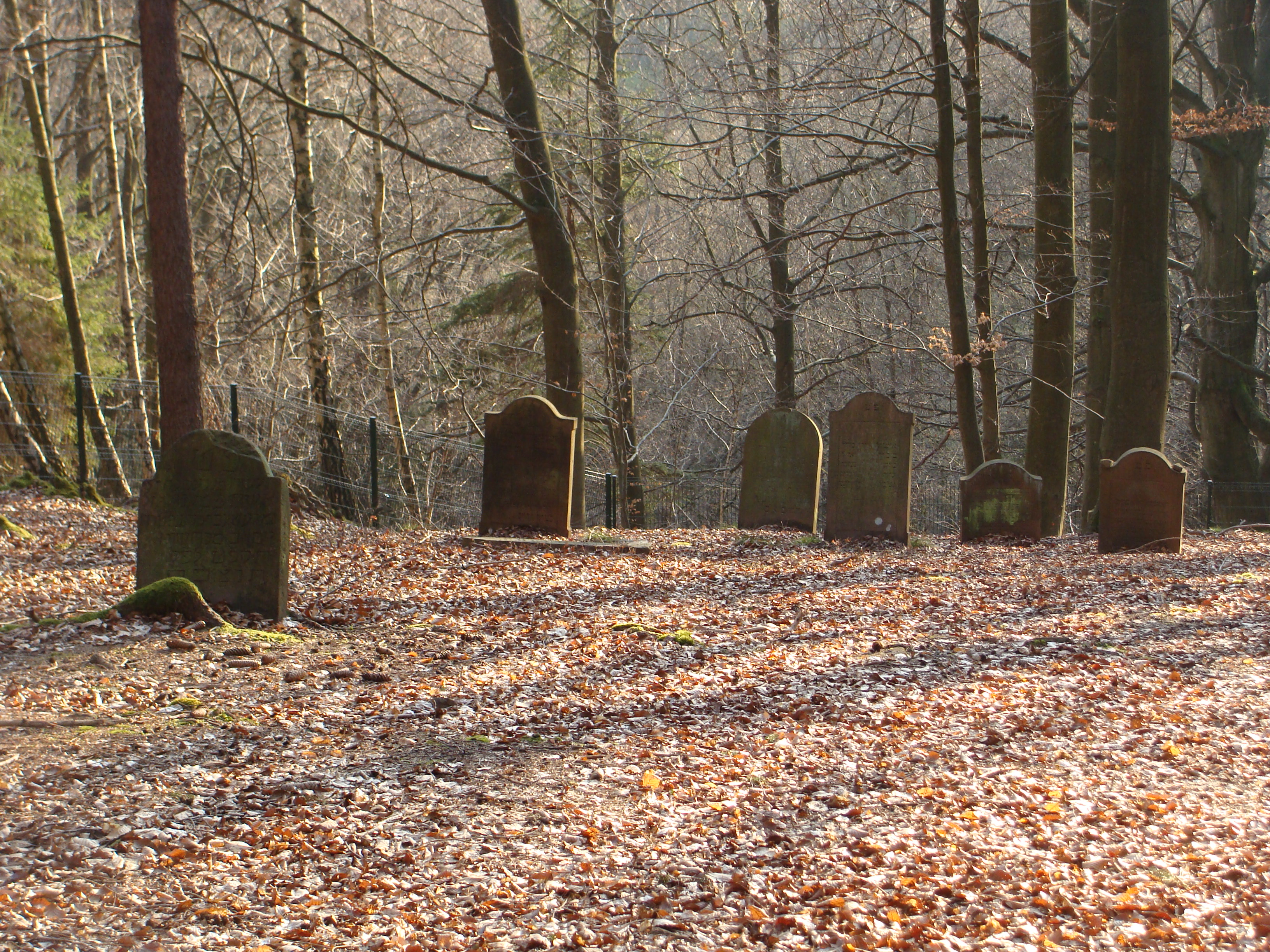
Grabsteine auf dem jüdischen Friedhof im Gettenbacher Wald

Schräg gegenüber dem Wohnhaus des Papiermüllers steht der „Judenbau“, denn vom 18. bis Anfang des 20. Jahrhunderts gab es in dem Dorf viele jüdische Einwohner (1786: 92 = fast ⅔ der insgesamt 145 Einwohner; 1790: 62 = 23 % von 273 Einwohnern insgesamt; 1835: 44, etwa 20 % der Bevölkerung); bereits Anfang des 19. Jahrhunderts soll es in dem zwei herrschaftliche Höfe und 20 Wohnhäuser zählenden Dorf eine Synagoge gegeben haben. Jedenfalls beantragte bereits 1828 der Gemeindeälteste Jonas Grünebaum die Anstellung eines Lehrers für die zehn schulpflichtigen Kinder. In den 1850er und 1860er Jahren erteilte Lehrer Baruch Strauß aus Lieblos den Religionsunterricht; die jüdische Gemeinde soll damals über 50 Mitglieder gehabt haben. Jüdische Deutsche, die in Gettenbach geboren sind, fielen als Soldaten im Ersten Weltkrieg. Das Dorf hatte einen jüdischen Friedhof, der auch Begräbnisplatz für die in Gettenbach geborenen aber anderswo gestorbenen Juden gewesen ist.
Ein Ortsgrundriss des Königlichen Kartographischen Instituts in Berlin von 1858 weist „das Jagdschloss“ (= Bezeichnung auf der Flurkarte) im Oberdorf, den Hühnerhof am westlichen Gemarkungsrand, den 1831 angelegten Friedhof (Mitteldorf) und fast 20 weitere Gebäude, darunter eine Getreidemühle (Unterdorf) und das Schulgebäude (Mitteldorf) aus. 1827 wird die Einwohnerzahl mit 240 angegeben, davon 42 Juden; 1880 werden (in 32 Häusern) 196 Einwohner, 1885 = 164, 1895 = 138 Einwohner genannt, hinzu kam noch der Gutsbezirk Schloss und Hühnerhof, wo für 1880 (drei Häuser) 26 Einwohner und 1885 = 20 Einwohner genannt werden.

### WMTS – Bunkergürtel von der Wetterau bis Klingenberg am Main vor dem Zweiten Weltkrieg

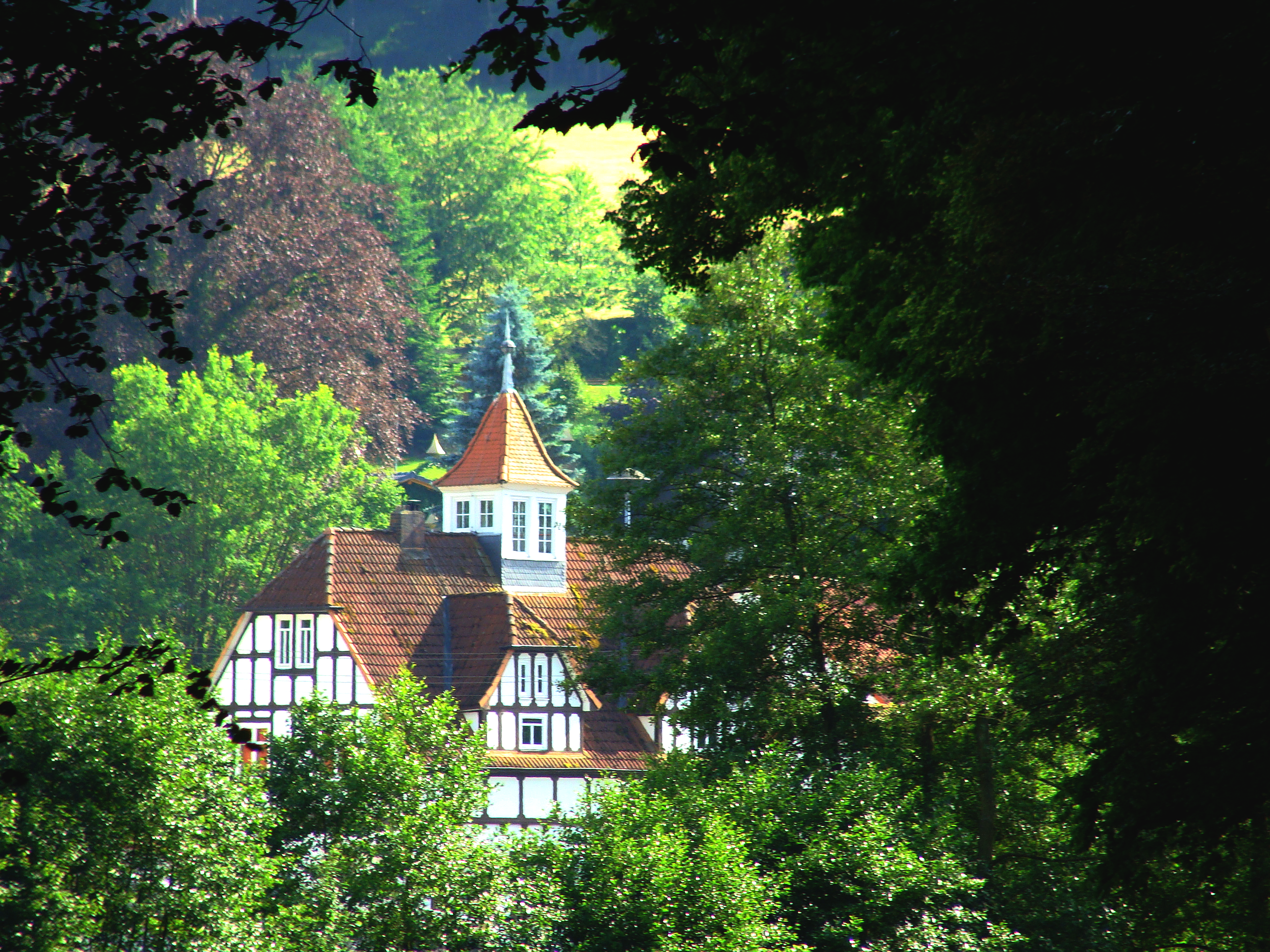
Altes Schulhaus (Schule von ca. 1840–1960), Blick vom Schulpfädchen aus

Zwischen 1936 und 1937 errichtete das Deutsche Reich (Aufrüstung der Wehrmacht) einen militärischen Bunkergürtel zwischen Büdingen in der Wetterau und dem unterfränkischen Klingenberg in Bayern unter dem Namen Wetterau-Main-Tauber-Stellung (WMTS). Sie sollte das Reichsgebiet vor einem schnellen Angriff schützen, der zur Abspaltung der südlichen Hälfte Deutschlands hätte führen können. Unter Beachtung der Regelungen des Versailler Vertrages bot ihre Lage die am weitesten westlich gelegene, taktisch und technisch sinnvolle Möglichkeit, den Vormarsch eines Angreifers zu verzögern. Anlagen der Stellungen im Büdinger Wald befinden sich auch in Gettenbach. Der Bunker im Wetzstein ist nach 1945 gesprengt, kleinere fernmeldetechnische Anlagen hinter der Bunkerlinie sind zugeschüttet worden.

### Das Schulpfädchen
Als die Gefahr durch Tieffliegerangriffe der alliierten Luftstreitkräfte ab 1943 zunahm, baute die Gemeinde einen Fußweg (das Schulpfädchen) für die Schulkinder aus dem Oberdorf des Ortes zum Schulhaus im Mitteldorf, der durch die Terrassen der früheren Weingärten am Fuß des (seit Mitte des 19. Jahrhunderts) vollständig mit Buchen bewaldeten Wetzstein (252 m Höhe) führte. Die Bäume sollten den Schulkindern auf dem Schulweg Deckung vor Tieffliegerangriffen bieten.

### Flugzeugabsturz eines Nachtjägers imFranzosenhauEnde 1944

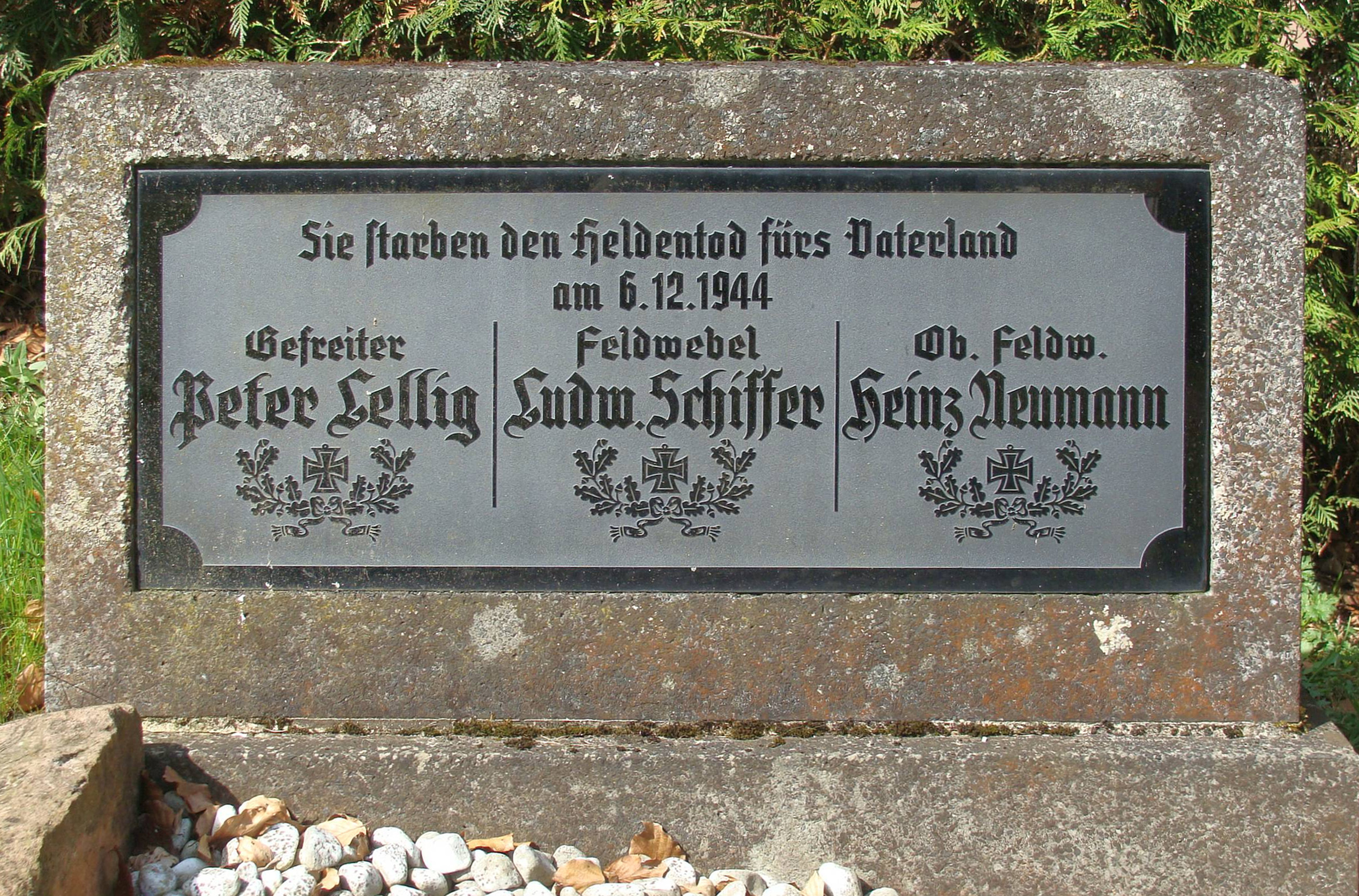
Grabstein für die Soldaten des im Dezember 1944 im Franzosenhau (Büdinger Wald) nach Beschuss abgestürzten Nachtjägers ME 110 auf dem Friedhof in Gettenbach

Dass diese Baumaßnahme nicht ganz unbegründet war, sollte sich Ende 1944 erweisen, als ein deutsches Kampfflugzeug am 6. Dezember 1944 abgeschossen wurde und gegen 19 Uhr über dem Franzosenhau (früher: Franzosen-Hain oder Franzosenhan), einem Waldstück auf der Nordseite des Höhenrückens zwischen Wetzstein (früher: Wetzstah) (im Westen) und Eichelkopf (früher: Ahchelkopp) (im Osten) im Büdinger Wald (Gemarkung Gettenbach), abstürzte. Die aus Richtung Kitzingen und Gerolzhofen heranfliegenden Nachtjäger des Nachtjagdgeschwader 6 (IV./NJG 6) trafen schon über dem Kinzigtal auf eine massive Jagdabschirmung durch die britischen Mosquitos. Als die deutschen Flugzeuge das schwere Funkfeuer Otto (eine Bodenanlage zur Luftverteidigung des Deutschen Reiches) in Rothenbergen (heute ein Ortsteil der Gemeinde Gründau) überflogen, kam es zu den ersten Berührungen. In 4000 m Höhe wurde das vorderste deutsche Flugzeug (ein Nachtjäger ME 110 G-4) in Brand geschossen. Kurz vor seinem Absturzort verlor das Flugzeug seinen brennenden Backbordmotor und zerbrach beim Einflug in die Bäume. Der Flugzeugrumpf explodierte samt seiner dreiköpfigen Besatzung auf dem gefrorenen Waldboden. Das Grab der getöteten Soldaten befindet sich auf dem Gettenbacher Friedhof.

### Kriegsgefangenenlager: Arbeitskommando 781 des Stalag IX B
Im Herbst 1941 wurden im ehemaligen Steinbruchgelände (Sandsteinbruch) im Oberdorf zwei Baracken zur Unterbringung sowjetischer Kriegsgefangener gebaut (für 35 bis 40 Mann). Für die Bewachung waren drei Soldaten aus dem Mannschaftsstamm- und Straflager (Stalag) IX B in Bad Orb-(Wegscheide) verantwortlich (Arbeitskommando 781 Gettenbach; ein weiteres Lager befand sich im Nachbarort Breitenborn im dortigen Basaltsteinbruch). Die beiden Baracken dienten nach dem Zweiten Weltkrieg als Wohnung von Evakuierten aus dem Rhein-Main-Gebiet.

### Kriegskrankenhaus und heilpädagogische Einrichtung
Im Ort steht auf dem Gelände des ehemaligen „herrschaftlichen Hofes“ (des mittelalterlichen Forsthofs, ein Vierseithof), das zwischen 1841 und 1857 erbaute Jagdschloss Gettenbach: im 20. Jahrhundert zunächst Witwensitz des gräflichen Hauses zu Ysenburg und Büdingen in Meerholz, dann ab 1940 ein Heim für den weiblichen Reichsarbeitsdienst und schließlich ab 1944 ein aus Frankfurt am Main ausgelagertes Krankenhaus mit 150 Betten (Friedrichsheim). Seit 1958 befindet sich dort eine Einrichtung des Jugendsozialwerks, dessen Erweiterungsbau (Margarete Fischer-Bosch-Haus) am 21. September 1969 eingeweiht wurde, ein Kurheim und Rehabilitationszentrum und später dann eine heilpädagogische Wohneinrichtung für geistig und körperlich behinderte Menschen des Internationalen Bundes (IB) mit Tagesstätte der IB-Behindertenhilfe Main-Kinzig.

### Gettenbach als Verlagsort (1922–1964)

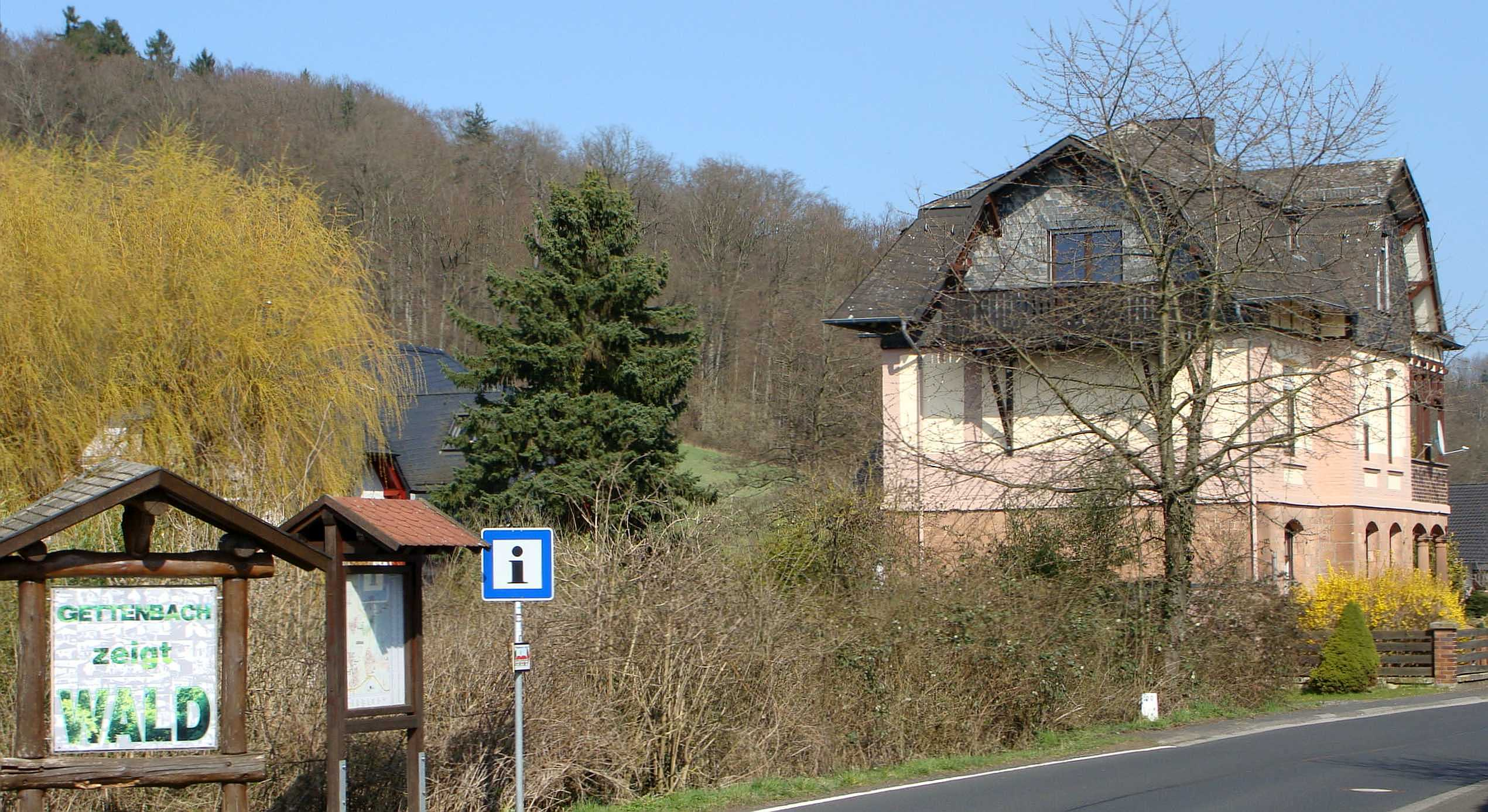
Villa Ballerstedt, später Schwab am westlichen Ortsrand von Gettenbach, gewesener Geschäftssitz etlicher Buchverlage

In der Villa Schwab (… weitgehend original erhaltenes Anwesen aus den ersten Jahren des 20. Jahrhunderts.) am westlichen Ortsrand des Dorfes wohnte nicht nur der Verleger Heinrich Schwab, das Haus war auch Geschäftssitz einer Reihe von Verlagen, u. a. den Firmen Avalun-Verlag, Lebensweiser-Verlag, Heinrich Schwab Verlag, Peter Schwab-Verlag, Pfister & Schwab-Verlag und Verlag Welt und Wissen. Zwischen den Jahren 1922 und 1964 sind über 250 Titel erschienen, meist aus dem Bereich der Atemtherapie, Astrologie und Esoterik, Mystik, Medizin und Familienplanung, Naturheilverfahren, organische Landwirtschaft und Ernährungslehre sowie Yoga. Frühere Autoren waren u. a.: Emil („Aurelius“) Bäuerle, Alexander von Bernus, Henri Clemens Birven, Oswald Hitschfeld, Gustav Meyrink, Gerhardt Preuschen, Rudolf Schwarz, Woldemar von Uxkull (gemeint ist Woldemar (Baron) von Uxkull-Gyllenband, nicht Woldemar (Graf) von Uxkull-Gyllenband).

### Gebietsreform Anfang der 1970er Jahre und Verlust der Selbständigkeit
Im Zuge der Gebietsreform in Hessen fusionierten die bis dahin selbständige Gemeinden Breitenborn, Gettenbach, Lieblos und Niedergründau zum 31. Dezember 1971 freiwillig zur neuen Gemeinde Gründau. Für alle eingegliederten Gemeinden von Gründau wurde je ein Ortsbezirk errichtet.

### Verwaltungsgeschichte im Überblick
Die folgende Liste zeigt die Staaten und Verwaltungseinheiten, denen Gettenbach angehört(e):
- vor 1806: Heiliges Römisches Reich, Grafschaft Ysenburg-Büdingen-Meerholz, Gericht Meerholz
- ab 1806: Fürstentum Isenburg (Rheinbund),[Anm. 2] Gericht Meerholz
- ab 1813: Generalgouvernement Frankfurt,[Anm. 3] Gericht Meerholz
- ab 1815: Kaisertum Österreich,[Anm. 4] Gericht Meerholz
- ab 1816: Kurfürstentum Hessen,[Anm. 5] Amt Wächtersbach, Gericht Spielberg
- ab 1821: Kurfürstentum Hessen, Kreis Gelnhausen[Anm. 6]
- ab 1848: Kurfürstentum Hessen, Bezirk Hanau
- ab 1851: Kurfürstentum Hessen, Kreis Gelnhausen
- ab 1867: Königreich Preußen,[Anm. 7] Provinz Hessen-Nassau, Regierungsbezirk Kassel, Kreis Gelnhausen
- ab 1871: Deutsches Reich, Königreich Preußen, Provinz Hessen-Nassau, Regierungsbezirk Kassel, Kreis Gelnhausen
- ab 1918: Deutsches Reich,[Anm. 8] Freistaat Preußen, Provinz Hessen-Nassau, Regierungsbezirk Kassel, Kreis Gelnhausen
- ab 1944: Deutsches Reich, Freistaat Preußen, Provinz Kurhessen, Landkreis Gelnhausen
- ab 1945: Amerikanische Besatzungszone,[Anm. 9] Groß-Hessen, Regierungsbezirk Wiesbaden, Landkreis Gelnhausen
- ab 1946: Amerikanische Besatzungszone, Hessen, Regierungsbezirk Wiesbaden, Landkreis Gelnhausen
- ab 1949: Bundesrepublik Deutschland, Hessen, Regierungsbezirk Wiesbaden, Landkreis Gelnhausen
- ab 1968: Bundesrepublik Deutschland, Hessen, Regierungsbezirk Darmstadt, Landkreis Gelnhausen
- ab 1972: Bundesrepublik Deutschland, Hessen, Regierungsbezirk Darmstadt, Landkreis Gelnhausen, Gemeinde Gründau
- ab 1974: Bundesrepublik Deutschland, Hessen, Regierungsbezirk Darmstadt, Main-Kinzig-Kreis, Gemeinde Gründau

## Bevölkerung
Einwohnerstruktur 2011
Nach den Erhebungen des Zensus 2011 lebten am Stichtag dem 9. Mai 2011 in Gettenbach 438 Einwohner. Darunter waren 30 (6,8 %) Ausländer. Nach dem Lebensalter waren 60 Einwohner unter 18 Jahren, 198 zwischen 18 und 49, 114 zwischen 50 und 64 und 78 Einwohner waren älter. Die Einwohner lebten in 183 Haushalten. Davon waren 69 Singlehaushalte, 48 Paare ohne Kinder und 48 Paare mit Kindern, sowie 15 Alleinerziehende und 3 Wohngemeinschaften. In 36 Haushalten lebten ausschließlich Senioren und in 136 Haushaltungen lebten keine Senioren.
Einwohnerentwicklung
| Gettenbach: Einwohnerzahlen von 1834 bis 2020 | Gettenbach: Einwohnerzahlen von 1834 bis 2020 | Gettenbach: Einwohnerzahlen von 1834 bis 2020 | Gettenbach: Einwohnerzahlen von 1834 bis 2020 | Gettenbach: Einwohnerzahlen von 1834 bis 2020 |
| --- | --------------------------------------------- | --------------------------------------------- | --------------------------------------------- | --------------------------------------------- |
| Jahr |                                               |                                               |                                               | Einwohner                                     |
| 1834 | 1834                                          |                                               | 268                                           | 268                                           |
| 1840 | 1840                                          |                                               | 278                                           | 278                                           |
| 1846 | 1846                                          |                                               | 300                                           | 300                                           |
| 1852 | 1852                                          |                                               | 301                                           | 301                                           |
| 1858 | 1858                                          |                                               | 262                                           | 262                                           |
| 1864 | 1864                                          |                                               | 243                                           | 243                                           |
| 1871 | 1871                                          |                                               | 244                                           | 244                                           |
| 1875 | 1875                                          |                                               | 216                                           | 216                                           |
| 1885 | 1885                                          |                                               | 184                                           | 184                                           |
| 1895 | 1895                                          |                                               | 175                                           | 175                                           |
| 1905 | 1905                                          |                                               | 196                                           | 196                                           |
| 1910 | 1910                                          |                                               | 152                                           | 152                                           |
| 1925 | 1925                                          |                                               | 191                                           | 191                                           |
| 1939 | 1939                                          |                                               | 150                                           | 150                                           |
| 1946 | 1946                                          |                                               | 281                                           | 281                                           |
| 1950 | 1950                                          |                                               | 295                                           | 295                                           |
| 1956 | 1956                                          |                                               | 243                                           | 243                                           |
| 1961 | 1961                                          |                                               | 239                                           | 239                                           |
| 1967 | 1967                                          |                                               | 253                                           | 253                                           |
| 1970 | 1970                                          |                                               | 257                                           | 257                                           |
| 1980 | 1980                                          |                                               | ?                                             | ?                                             |
| 1993 | 1993                                          |                                               | 403                                           | 403                                           |
| 2000 | 2000                                          |                                               | ?                                             | ?                                             |
| 2011 | 2011                                          |                                               | 438                                           | 438                                           |
| 2015 | 2015                                          |                                               | 449                                           | 449                                           |
| 2020 | 2020                                          |                                               | 458                                           | 458                                           |
| Datenquelle: Historisches Gemeindeverzeichnis für Hessen: Die Bevölkerung der Gemeinden 1834 bis 1967. Wiesbaden: Hessisches Statistisches Landesamt, 1968. Weitere Quellen: LAGIS; Gemeinde Gründau; Zensus 2011; 1993 |                                               |                                               |                                               |                                               |

 Historische Religionszugehörigkeit
| • 1885: | 163 evangelische (= 99,36 %), kein katholischer, ein jüdischer (= 0,61 %) Einwohner |
| • 1961: | 189 evangelische (= 79,08 %), 44 katholische (= 18,51 %) Einwohner                  |

## Politik
Für Gettenbach besteht ein Ortsbezirk (Gebiete der ehemaligen Gemeinde Gettenbach) mit Ortsbeirat und Ortsvorsteher nach der Hessischen Gemeindeordnung.
Der Ortsbeirat besteht aus drei Mitgliedern. Bei den Kommunalwahlen in Hessen 2021 betrug die Wahlbeteiligung zum Ortsbeirat 55,41 %. Dabei wurden gewählt: je ein Mitglied der CDU, der SPD und der Liste „Bürger für Grümdau“ (FWG). Der Ortsbeirat wählte Julia Fetzberger (FWG) zur Ortsvorsteherin.
Von Mai 2011 bis Mai 2016 und von Mai 2016 bis Mai 2021 war Gerhard Schmidt (FWG) Ortsvorsteher.

## Kultur und Sehenswürdigkeiten

### Öffentliche Einrichtungen der Gemeinde
Im Ort gibt es ein Dorfgemeinschaftshaus (erbaut 1970/71, damalige Kosten 235.000 DM); es war das 15. Dorfgemeinschaftshaus im damaligen Landkreis Gelnhausen und wurde am 31. Juli 1971 eingeweiht. 1992 und 2017/18 wurde es umgebaut bzw. saniert.

### Kunst im öffentlichen Raum
Ein ortsansässiger Künstler hat in Gettenbach neben Gemälden auch andere Objekte im Außenbereich geschaffen und einen „Kunstpfad“ zwischen Dorfgemeinschaftshaus und Jagdschloss am Fuß des Wetzstein (ehem. Weinberg) angelegt, dort stehen etliche von ihm geschaffene Großplastiken. Am bekanntesten ist sein in Hollywood-Manier geschaffener Schriftzug am Waldrand, der von allen Straßen im oberen Gründautal aus gut zu sehen ist (Westrand des Wetzsteins (ca. 180 m Höhe über NHN)). Die Wiese vor dem Waldrand wird nicht nur von Hundehaltern und Spaziergängern gern besucht, sie ist auch Ziel zahlreicher Personen, die in der Silvesternacht von dort aus das Feuerwerk in den anderen Gründauer Dörfern ansehen.
Auch im öffentlichen Verkehrsraum waren Kunstobjekte entstanden. Die innerhalb des Gettenbacher Kreisel (Kreisverkehr an der Gettenbacher Gemarkungsgrenze) liegende Fläche war nach ihrer Neugestaltung 2014 mit einer Schüttung von Gesteinsbrocken aufgefüllt worden. Es handelte sich um drei Kreissektoren im inneren Kreis einer Kreisverkehrsanlage (Mittelinsel, ähnlich einem Mercedes-Stern geteilt), die mit dem jeweils typischen Gestein für die drei Ortsteile im Nordosten Gründaus, die von dem Kreisverkehr (am südwestlichen Rand des Büdinger Waldes) aus erreicht werden können, gefüllt waren: für Breitenborn Basaltstein, für Gettenbach Sandstein und für Hain-Gründau Kalkstein. Seit Anfang der 2020er Jahre ist jedoch eine Hälfte der inneren „Verkehrsinsel“ abgetragen worden, um dem Schwerlastverkehr von Breitenborn zur Autobahn A 66 im Kinzigtal einen leichteren und für den übrigen Verkehr sicheren Weg zu verschaffen.

### Naturdenkmäler

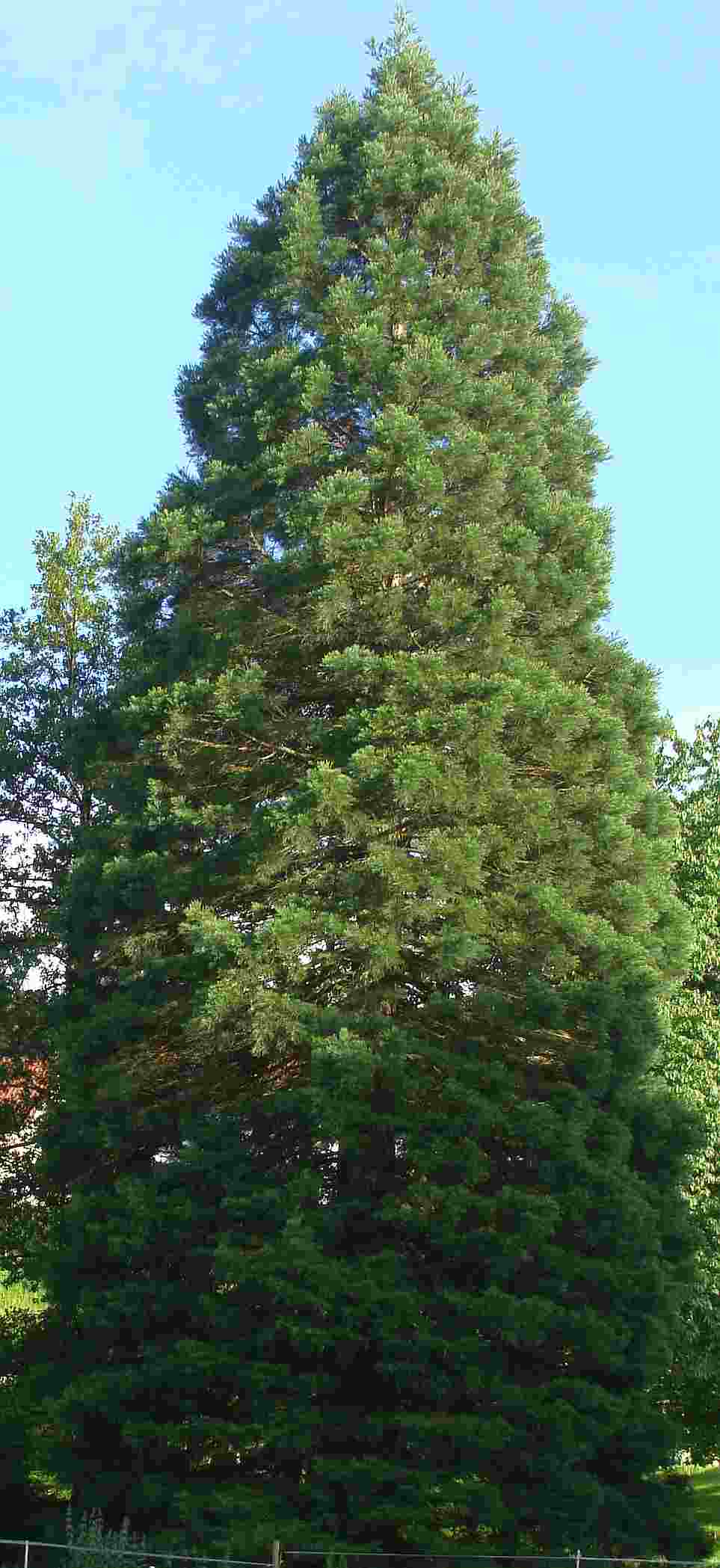
Küstensequoia, Küstenmammutbaum (Sequoia sempervirens)
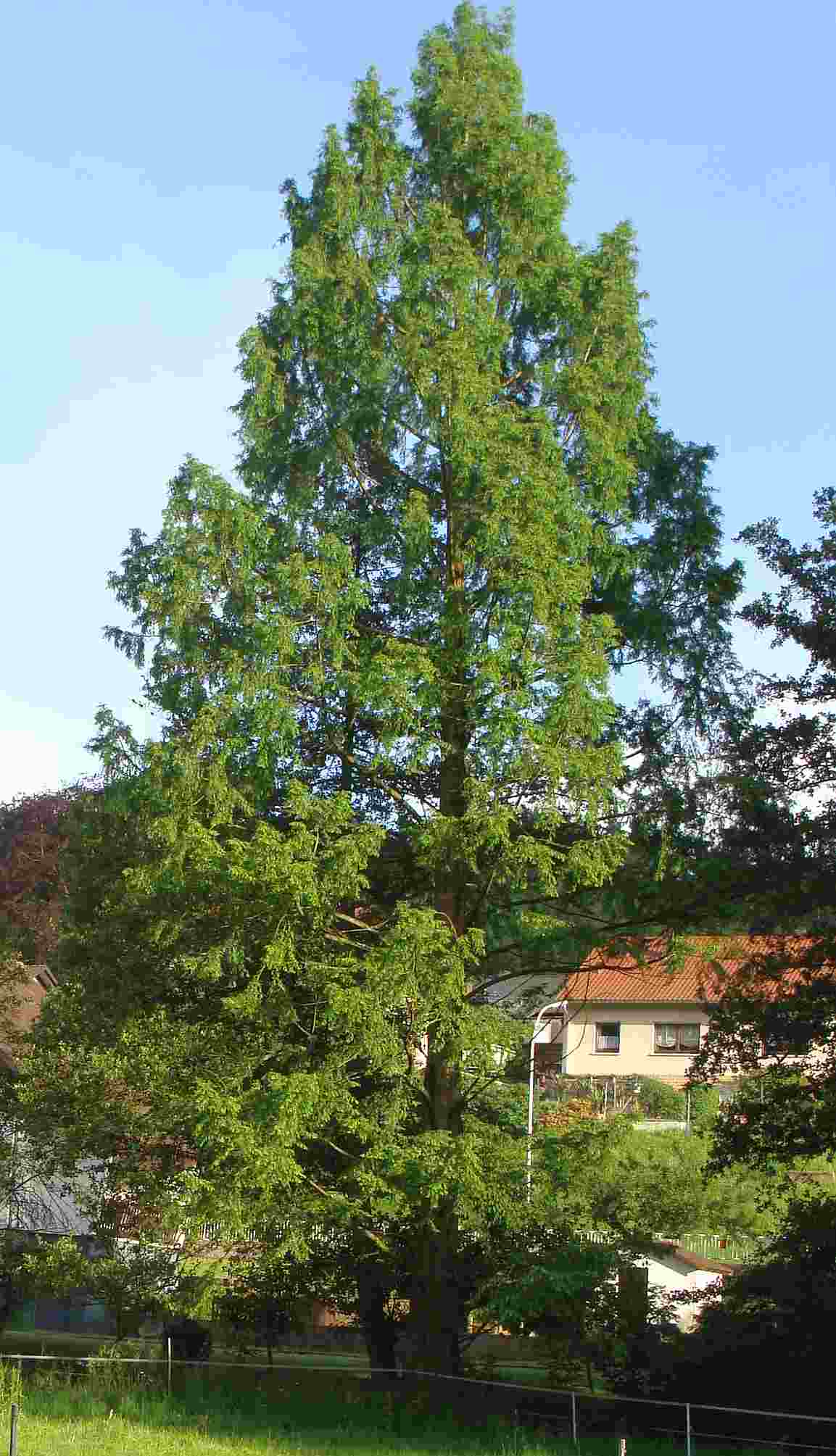
Chines. Wassertanne, Urweltmammutbaum (Metasequoia glyptostroboides)

- Küstensequoia, Küstenmammutbaum
(Sequoia sempervirens)
- Chines. Wassertanne, Urweltmammutbaum (Metasequoia glyptostroboides)

## Wirtschaft

### Golf
Am westlichen Ortsrand befinden sich die ab 1981 restaurierten Gebäude des seit ca. 1700 bestehenden ehemaligen „neuen herrschaftlichen Hofes“ am Hühnerfluß (heute Gut Hühnerhof), mit zwei Golfplätzen (nicht vereinsgebunden, nur Platzreife erforderlich). Die Betreiber von Gut Hühnerhof haben westlich des 9-Loch-Platzes einen weiteren 18-Loch-Platz mit einem baulich interessanten „Clubhaus“ in exponierter Lage (Chinesisches Teehaus in unendlichem Grün) angelegt, der am 26. April 2014 eröffnet worden ist. Die Holzbauweise des Hauses hat sich an der chinesischen Holzbauweise der Verbotenen Stadt (Kaiserpalast) in Beijing (Peking, China) orientiert. Auf dem Golfplatzgelände befindet sich ein Naturdenkmal: die Uhlandeiche.

### Windkraftanlagen

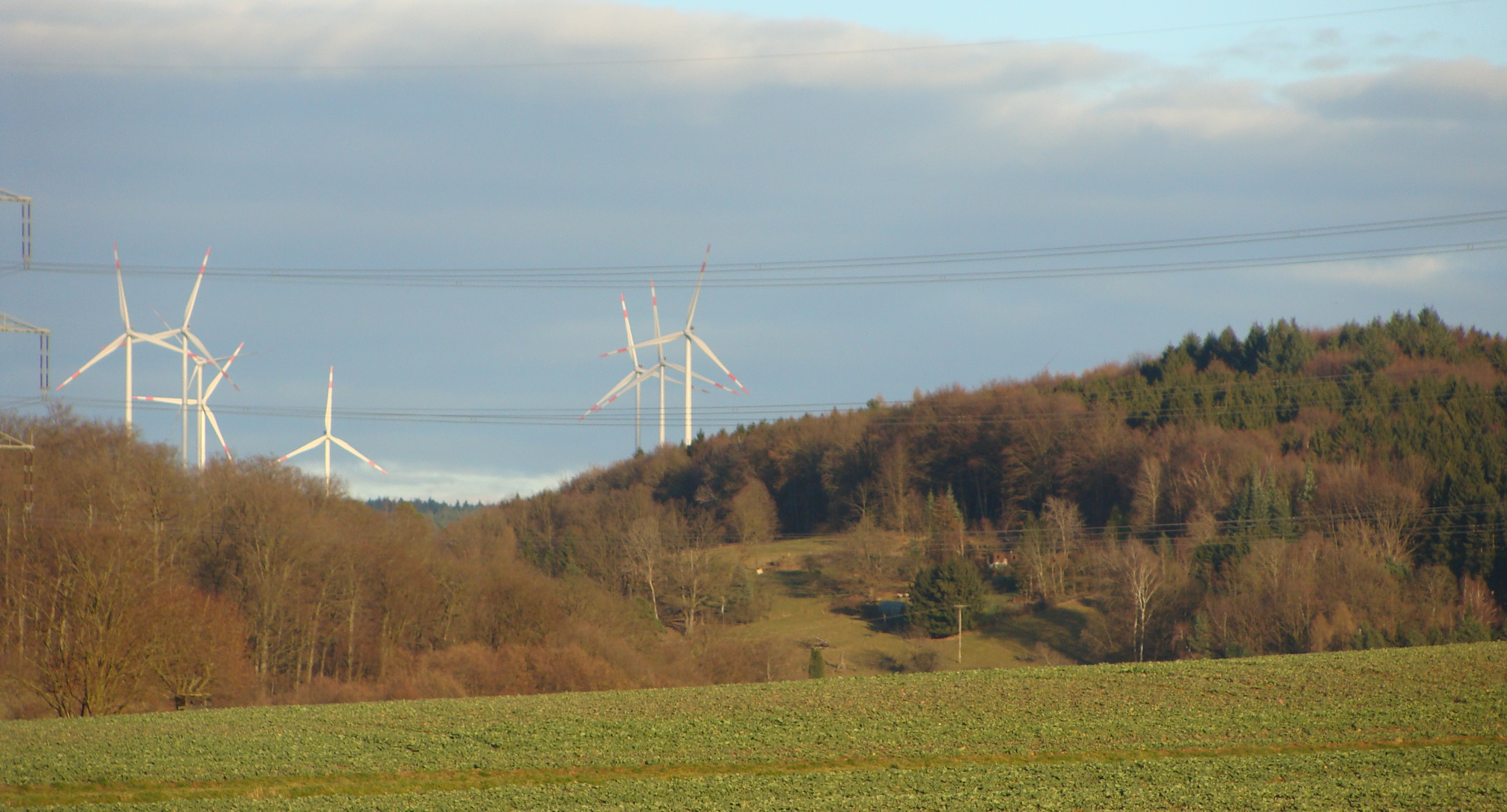
Ca. 200 m hohe Windkraftanlagen im Südosten des Büdinger Waldes an den Vier Fichten aus ca. 4 km Entfernung

Ein Investor (Renertec GmbH, Brachttal) baute 2013 am östlichen Rand der Gemarkung, an den Vier Fichten (406,2 m über NHN), Windkraftanlagen (WKA), und zwar zwölf „Windräder“ (mit 196 m Höhe, davon der Rotordurchmesser mit 110 m = Nennleistung 3 Megawatt) zu beiden Seiten der Gemeindegebietsgrenze von Gründau (auf der Gründauer Seite fünf und auf der Wächtersbacher Seite sieben). Fünf weitere Windenergieanlagen sind auf dem benachbarten Hammelsberg (415,6 m über NHN) geplant gewesen. Nach der im Juli 2018 vom Regierungspräsidium veröffentlichten Übersicht sind jedoch fünf weitere „Windräder“ in der Gründauer Gemarkung Breitenborn beantragt worden, die höchsten im südlichen Hessen (je fünf mit 240 m Höhe = Nennleistung 5,3 Megawatt, oder – alternativ – 241 m Höhe = Nennleistung 4,2 Megawatt). Die vom Regierungspräsidium in Darmstadt erteilte Genehmigung ist angegriffen und gerichtlich angefochten worden. Das Verwaltungsgericht Frankfurt am Main hat den Genehmigungsbescheid für rechtswidrig gehalten und im Juni 2020 durch Urteil aufgehoben. Dagegen wandte sich die Berufung, die beim Hessischen Verwaltungsgerichtshof anhängig war. Das Rechtsmittel hatte Erfolg, das Berufungsgericht hob das der Klage stattgebende Urteil des Verwaltungsgerichts auf, so dass die Genehmigung rechtmäßig war.

## Bekannte Personen aus Gettenbach
William C. Farr (* 13. März 1844 in Gettenbach; † 14. Februar 1921 in Bayonne) war der fünfte Bürgermeister von Bayonne im Hudson County, New Jersey, USA (in der Nähe von New York) von 1891 bis 1895. Er wanderte in jungen Jahren in die USA aus (1861 Baltimore, 1862 Bayonne), war wirtschaftlich und politisch erfolgreich und starb an der Spanischen Grippe. Sein Grab befindet sich auf dem Moravian Cemetery in New Dorp, Richmond County. Die Wahl der Begräbnisstätte scheint nicht zufällig zu sein, nur 10 km von seinem Geburtshaus in Gettenbach entfernt befindet sich die Siedlung Herrnhaag in dem Büdinger Stadtteil Lorbach, die 1738 durch den Grafen von Zinzendorf gegründet wurde.